# 감각론 (책)
⟪감각론⟫(Traité des sensations)은 프랑스의 철학자 콩디약이 1754년에 출판한 책으로서, 감각론적 인식론의 가장 대표적인 저서이다. 콩디약은 로크의 ⟪인간 지성론(人間悟性論)⟫을 참고로 하면서 로크에게 아직 남아 있던 이원론적 형이상학을 극복하면서 그것을 감각론의 방향으로 더욱 철저화시키려고 했다. 본서에서 콩디약은 인식의 기원을 외적 지각(감각)과 내적 지각(반성)에서 찾는 로크의 이원론을 버리고 내적 지각의 내용도 외적 지각에서 이끌어 내려고 시도했다.
콩디약에 따르면 주의나 기억이나 상상 등, 일체의 심적 작용도 '변형된 감각'에 불과하다. 이것을 증명하기 위해서 그는 한 개의 대리석 입상(立像)을 상정(想定)한다. 그리고 그것에 먼저 후각을 부여하는 일로 출발하여, 다음에는 청각, 미각, 시각, 촉각을 부여하고, 거기에 따라서 주의, 기억, 상상, 판단, 욕망, 의지 등이 생긴다는 것을 논증하려 한다. 그러한 그의 주장에 따르면, 예컨대 주의(注意)는 지각(知覺) 내부의 강도가 강한 것에 향해지는 것으로서 일어나며, 기억은 감각 기관에서 뇌로 전달된 자극이 남음으로써 생기는 것이다. 이 콩디약의 ⟪감각론⟫은 엘베시우스에 의해서 공리주의의 도덕론으로 결합되었고, 또한 카바니스, 데스튀트드 트라시 등의 관념학에 계승되었다.